# Rise Like a Phoenix
Rise Like a Phoenix é uma canção de Conchita Wurst e vencedora do Festival Eurovisão da Canção 2014. A canção e intérprete foram escolhidos para representar a Áustria no Festival Eurovisão da Canção 2014, na Dinamarca. A canção foi lançada a 18 de Março de 2014.
Depois de ter ficado o primeiro lugar na segunda semi-final do Festival Eurovisão da Canção, em Copenhaga no dia 8 de Maio de 2014, a canção terminou em primeiro lugar na final em 10 de maio de 2014, tornando-se a primeira vitória austríaca desde 1966.

## Autores
| AUTORES                                                             |
| ------------------------------------------------------------------- |
| Letrista: Charlie Mason, Joey Patulka, Ali Zuckowski, Julian Maas   |
| Compositor: Charlie Mason, Joey Patulka, Ali Zuckowski, Julian Maas |

## Videoclipe
O vídeo da música, juntamente com a canção, foi lançado a 18 de Março de 2014, tendo no total 3 minutos e 5 segundos.